# Alexei Alexejewitsch Kokorekin
Alexei Alexejewitsch Kokorekin (russisch Алексей Алексеевич Кокорекин; * 1906 in Sarıkamış; † 1959 in Moskau) war ein sowjetischer Grafiker.
Kokorekin studierte von 1927 bis 1929 an einer Fachschule für Kunstpädagogen in Krasnodar. Während des Zweiten Weltkrieges schuf er die bekannten Plakate »Tod dem faschistischen Scheusal!« (1941) und »Für die Heimat!« (1942). Er war ebenfalls als Maler und Illustrator tätig.